# Кондратьевка (Восточно-Казахстанская область)
Кондратьевка (каз. Кондратьевка) — упразднённое село в Бородулихинском районе Восточно-Казахстанской области Казахстана. Ликвидировано в 2018 г. Входило в состав Таврического сельского округа. Код КАТО — 633885300.

## Население
В 1999 году население села составляло 64 человека (37 мужчин и 27 женщин). По данным 2009 года, в селе не было постоянного населения.